# Kettel
Kettel — творческий псевдоним музыканта Реймера Эйсинга (Reimer Eising), который описывает себя как «будущий волшебник, варящий эликсир, любящий кемпинги и создание музыки». Он получил известность за свои весёлые, непринуждённые и гармоничные мелодии.

## Биография
С 4-летнего возраста Реймер рос, слушая Баха. В то же время он начал учиться играть на пианино. Классическая музыка сопровождала его и в юношеские годы, и этот факт отчасти повлиял на его творчество.
Kettel часто даёт живые концерты на своей родине в Нидерландах, на таких фестивалях как Virus Festival в Эйндховене, Dutch Electronic Arts Festival в Роттердаме, и Eurosonic And Noorderslag Festival в его родном городе Гронингене. Реймер совместно с другими музыкантами работал над рядом проектов по записи ремиксов и сборников на многих студиях звукозаписи.

## Дискография

### Альбомы
- Dreim (2001, Kracfive)
- Cenny Crush (2002, DUB)
- Smiling Little Cow (2002, Neo Ouija)
- Look At This! Ha! Ha! Ha! (2003, Kracfive)
- Volleyed Iron (2004, U-Cover)
- Through Friendly Waters (2005, Sending Orbs)
- My Dogan (2006, Sending Orbs)
- Re: Through Friendly Waters (2007, Timothy Really)
- Whisper Me Wishes (2007, DUB)
- Myam James Part 1 (2008, Sending Orbs)
- Myam James Part 2 (2009, Sending Orbs)
- Wingtip (2016, DUB)

### Синглы
- Atomic Tadley / APM (2001, Planet Mu)
- Brother Max (2001, Mouthmoth)
- Kettel / Setzer Split (2001, Civik Records)
- Red Pear (2001, Neo Ouija)
- Cenny (2002, DUB)
- Smiling Little Cow (2002, Neo Ouija (двойной LP))
- Tadley Management (2002, Planet Mu)
- Cuddle And Then Leave (2002, DUB)
- Look At This! Ha! Ha! Ha! (2003, Kracfive)
- Split LP Series #2 (2003, Narrominded)
- Making Gentle Love To Famous Ladies (2005, Clone Records)
- Perspeeks (совместно с Secede) (2007, Merck)

## Звучание
За свою творческую карьеру Реймер успел попробовать себя в нескольких стилях. Начиная с IDM в Smiling Little Cow, который напоминает ранний Autechre, он плавно перешёл в эмбиент в Volleyed Iron. Затем с альбомом Through Friendly Waters вкусы музыканта снова вернулись в IDM-техно, и в 2007 Реймер, под влиянием своих вкусов, решил попробовать себя в смеси классической и электронной музыки — он выпустил альбом Whisper Me Wishes, в записи которого принял участие виолончелист Sietse-Jan Weijenberg.
Реймер считает, что электронные инструменты расширили его возможности и «сегодня они являются основным способом создать любой возможный звук». Однако эксперименты лишь с электронными инструментами — не его цель, как пишет музыкант: «Я лучше хоть однажды напишу оперу или симфонию, потому что хочу избавиться от постоянного повторения, свойственного электронной музыке». И эти слова относятся к его альбому Whisper Me Wishes. «Я знаю, что об этом говорит весь мир, но всё же повторяю это в 3 раза громче: музыка должна быть красивой и эмоциональной. Любая музыка без красоты для меня лишь пустой шум».